# Kiti Mánver
María Isabel Ana Mantecón Vernalte (Antequera, Málaga, 11 de mayo de 1953), conocida artísticamente como Kiti Mánver o Kity Mánver, es una actriz española. Su trayectoria cinematográfica incluye películas dirigidas por Pedro Almodóvar, José Luis Garci y Álex de la Iglesia. También ha desarrollado una amplia trayectoria en producciones para televisión y en teatro.
En la sexta edición de los Premios Goya, celebrada en 1992, obtuvo el premio a mejor actriz de reparto por su interpretación en la película dirigida por Enrique Urbizu Todo por la pasta. En 2014 fue reconocida con el Premio Ceres por su papel en la obra Las heridas del viento de Juan Carlos Rubio.

## Biografía
Vivió en Málaga hasta los 13 años, en el seno de una familia de nueve hijos, cuando su familia se mudó a Madrid, aunque ha mantenido el contacto con Andalucía por su afición a la actividad campesina que le relaja. Su padre era comisario. Comenzó a trabajar en el cine con 17 años, y aunque hizo el primer desnudo en el teatro español, como feminista se posiciona contra el destape.
Ha trabajado con directores como Manuel Gutiérrez Aragón, Pedro Almodóvar, Manuel Gómez Pereira, Gerardo Vera, José Luis García Sánchez, Álvaro Fernández Armero, Álex de la Iglesia y José Luis Garci.
Fue "chica Almodóvar" en la mítica película Mujeres al borde de un ataque de nervios, que el director manchego dirigió en 1988.
Consiguió el Goya como Mejor Actriz de Reparto en 1991 con su actuación en la película Todo por la pasta, de Enrique Urbizu, que protagonizó junto a la también malagueña María Barranco.

"Resumiendo, diré que Enrique (Urbizu) me comunicó tanta confianza y seguridad en lo que quería (y desde luego no era lo que yo llevaba preparado), que comprendí por primera vez que el director tiene la última palabra de cómo deber ser un personaje, así que desde entonces mi manera de estudiar es más relajada y abierta."
Kiti Mánver (2013) 

En 2017 fue actriz principal en la obra Las heridas del viento de Juan Carlos Rubio, que se presentó en Londres como parte del Festival de Teatro Español en Londres (Festelón).

"El teatro tiene una cosa estupenda, que es el rito. Verse a uno mismo, representarse, conocerse, aprender en definitiva"
Kiti Mánver (2014) 

Ha prestado su voz para el documental que se emite en el centro de interpretación del Dólmenes de Antequera, patrimonio de la humanidad ubicado en su ciudad natal, Antequera. Es integrante de la Academia de Cine de Andalucía.

## Filmografía
| Año  | Película                                           | Personaje           | Director                                  | Género            |
| ---- | -------------------------------------------------- | ------------------- | ----------------------------------------- | ----------------- |
| 1970 | Chicas de club                                     | Elisa Joven         | Jorge Grau                                | Drama             |
| 1972 | La casa de las palomas                             | Elisa               | Claudio Guerín                            | Drama             |
| 1973 | Habla, mudita                                      | La muda             | Manuel Gutiérrez Aragón                   | Drama             |
| 1973 | La banda de Jaider                                 | Lydia               | Volker Vogeler                            | Western           |
| 1978 | ¿Qué hace una chica como tú en un sitio como éste? | Empleada peluquería | Fernando Colomo                           | Drama/Comedia     |
| 1978 | De fresa, limón y menta                            |                     | Miguel Ángel Díez                         | Comedia           |
| 1979 | Historia de S                                      | Locutora            | Francisco Lara Polop                      | Comedia erótica   |
| 1979 | El buscón                                          | Ana                 | Luciano Berriatúa                         | Drama             |
| 1979 | Tiempos de constitución                            |                     | Rafael Gordon                             | Comedia           |
| 1980 | Ópera prima                                        | Ana                 | Fernando Trueba                           | Comedia romántica |
| 1980 | Pepi, Luci, Bom y otras chicas del montón          | Modelo cantante     | Pedro Almodóvar                           | Comedia           |
| 1980 | El curso en que amamos a Kim Novak                 | Marisa              | Juan José Porto                           | Drama/Comedia     |
| 1981 | Kargus                                             |                     | Miguel Ángel Trujillo, José Luis Martínez | Drama/Comedia     |
| 1984 | ¿Qué he hecho yo para merecer esto?                | Juani               | Pedro Almodóvar                           | Drama/Comedia     |
| 1987 | Luna de lobos                                      | María               | Julio Sánchez Valdés                      | Drama             |
| 1988 | Pasodoble                                          | Camila              | José Luis García Sánchez                  | Comedia           |
| 1988 | Mujeres al borde de un ataque de nervios           | Paulina Morales     | Pedro Almodóvar                           | Drama/Comedia     |
| 1988 | Brumal                                             | Laura               | Cristina Andreu                           | Drama             |
| 1990 | La seducción del caos                              |                     | Basilio Martín Patino                     | Suspense          |
| 1991 | Todo por la pasta                                  | Verónica            | Enrique Urbizu                            | Thriller/Intriga  |
| 1992 | La reina anónima                                   | Profesora           | Gonzalo Suárez                            | Comedia           |
| 1992 | Una mujer bajo la lluvia                           | Alicia              | Gerardo Vera                              | Comedia           |
| 1994 | Todos los hombres sois iguales                     | Esther              | Manuel Gómez Pereira                      | Comedia           |
| 1995 | El seductor                                        | Aurora              | José Luis García Sánchez                  | Comedia           |
| 1995 | Boca a boca                                        | Lucy                | Manuel Gómez Pereira                      | Comedia           |
| 1995 | La flor de mi secreto                              | Manuela             | Pedro Almodóvar                           | Drama/Comedia     |
| 1996 | Brujas                                             | Heladera            | Álvaro Fernández Armero                   | Drama/Comedia     |
| 1996 | La sal de la vida                                  | Consuelo            | Eugenio Martín                            | Comedia           |
| 1997 | Cosas que dejé en La Habana                        | Azucena             | Manuel Gutiérrez Aragón                   | Drama             |
| 1997 | No se puede tener todo                             | Nely                | Jesús Garay                               | Comedia           |
| 1998 | Una pareja perfecta                                | Anita               | Francesc Betriu                           | Comedia           |
| 2000 | A galope tendido                                   | Paquita             | Julio Suárez Vega                         | Comedia           |
| 2000 | La comunidad                                       | Dolores             | Álex de la Iglesia                        | Comedia/Terror    |
| 2000 | Jara                                               | Lagarta             | Manuel Estudillo                          | Drama/Erótico     |
| 2001 | Noche de reyes                                     | Lucía               | Miguel Bardem                             | Comedia           |
| 2001 | Tangos robados                                     | Valentina           | Eduardo de Gregorio                       | Comedia musical   |
| 2002 | El caballero don Quijote                           | Ama                 | Manuel Gutiérrez Aragón                   | Drama/Comedia     |
| 2003 | La luz prodigiosa                                  | Adela               | Miguel Hermoso                            | Drama             |
| 2003 | Te doy mis ojos                                    | Rosa                | Icíar Bollaín                             | Drama             |
| 2005 | Escorzo (cortometraje)                             |                     | Alejandro Suárez Lozano                   | Drama             |
| 2007 | Lola                                               | Mari Blanca         | Miguel Hermoso                            | Drama             |
| 2007 | Luz de domingo                                     | Doña Predes         | José Luis Garci                           | Drama             |
| 2009 | Los abrazos rotos                                  | Madame Mylene       | Pedro Almodóvar                           | Drama/Romance     |
| 2009 | Pagafantas                                         | Gloria              | Borja Cobeaga                             | Comedia romántica |
| 2010 | Una hora más en Canarias                           | Daniela             | David Serrano                             | Comedia romántica |
| 2011 | Lo contrario al amor                               | Mariamparo          | Vicente Villanueva                        | Comedia romántica |
| 2015 | Las ovejas no pierden el tren                      | Marisa              | Álvaro Fernández Armero                   | Comedia romántica |
| 2015 | El país del miedo                                  | Directora menores   | Francisco Espada                          | Drama/Thriller    |
| 2017 | Las heridas del viento                             | Juan                | Juan Carlos Rubio                         | Drama             |
| 2018 | En las estrellas                                   | Directora           | Zoe Berriatúa                             | Drama             |
| 2019 | Lo nunca visto                                     | Encarnita           | Marina Seresesky                          | Comedia           |
| 2020 | El inconveniente                                   | Lola                | Bernabé Rico                              | Comedia           |
| 2022 | A Las mujeres de España. María Lejárraga           | Kiti Mánver         | Laura Hojman                              | Documental        |
| 2023 | Mamacruz                                           | Cruz                | Patricia Ortega                           | Comedia           |

## Televisión
| Año       | Serie                     | Canal              | Personaje                             | Notas                     |
| --------- | ------------------------- | ------------------ | ------------------------------------- | ------------------------- |
| 1974      | Historias para no dormir  | La 1               |                                       | 1 episodio (El televisor) |
| 1976      | Curro Jiménez             | La 1               | Mariana                               | 1 episodio                |
| 1979-1982 | Estudio 1                 | La 1               | Madeleine / Lola                      | 3 episodios               |
| 1983      | El mayorazgo de Labraz    | La 1               | Cesárea                               | 1 episodio                |
| 1984      | Proceso a Mariana Pineda  | La 1               | La Chispa                             | 2 episodios               |
| 1985      | Goya                      | La 1               |                                       | 1 episodio                |
| 1990      | La mujer de tu vida       | La 1               | Manolita                              | 1 episodio                |
| 1992      | Las chicas de hoy en día  | La 1               | Adèle                                 | 4 episodios               |
| 1992      | Por estas calles          | RCTV               | Doctora Izquierdo                     | 1 episodio                |
| 1994      | Villarriba y Villabajo    | La 1               |                                       | 25 episodios              |
| 1994      | Historias de la mili      | Telecinco          | Maruja                                | 4 episodios               |
| 1995-1996 | Juntas, pero no revueltas | La 1               | Rosa                                  | 25 episodios              |
| 1996      | Menudo es mi padre        | Antena 3           | Lola                                  | 15 episodios              |
| 1997      | En plena forma            | Antena 3           |                                       | 6 episodios               |
| 1998      | La vida en el aire        | La 1               | Toñi                                  | 13 episodios              |
| 2010      | Las chicas de oro         | La 1               |                                       | 1 episodio                |
| 2011      | Los Quién                 | Antena 3           | Julia Santamaría                      | 13 episodios              |
| 2011-2013 | Gran Hotel                | Antena 3           | Elisa vda. de Samaniego y Ruiz        | 39 episodios              |
| 2013      | Fenómenos                 | Antena 3           | Gloria                                | 1 episodio                |
| 2013      | Gran Reserva: El origen   | La 1               | Doña Clara Serrano                    | 39 episodios              |
| 2013      | Frágiles                  | Telecinco          | Madre Superiora                       | 1 episodio                |
| 2014      | Vive cantando             | Antena 3           | Rosario "Charo"                       | 10 episodios              |
| 2014-2015 | Velvet                    | Antena 3           | Consuelo Martín                       | 4 episodios               |
| 2015      | La que se avecina         | Telecinco          | Sonsoles Díaz                         | 1 episodio                |
| 2015-2016 | Seis hermanas             | La 1               | Doña Dolores del Amo vda. de Loygorri | 360 episodios             |
| 2017      | Velvet Colección          | #0                 | Consuelo Martín                       | 1 episodio                |
| 2017-2020 | Las chicas del cable      | Netflix            | Victoria                              | 21 episodios              |
| 2017-2020 | La casa de papel          | Antena 3 / Netflix | María Victoria "Mariví" Fuentes       | 13 episodios              |
| 2022-2023 | Express                   | Starzplay          | Emiliana Ortega                       | 16 episodios              |
| 2022      | Cuéntame cómo pasó        | La 1               | Cecilia                               | 6 episodios               |
| 2023      | Todos Mienten             | Movistar+          | Ángela                                | ¿? episodios              |

## Teatro
- 1969: Rosas rojas para mí
- 1971: Personajes
- 1975: Equus
- 1979: La familia Colodrón
- 1981: Hijos de un dios menor
- 1982: Seis personajes en busca de autor
- 1984: El botín
- 1985: Bodas de sangre
- 1987: Sueño de una noche de verano
- 1988: Antígona entre muros
- 1988: ¡Ay, Carmela!
- 1992: Sólo para mujeres
- 1993: Las bizarrías de Belisa
- 1998: Divinas palabras
- 2000: Recreo
- 2001: Madrugada
- 2001: El matrimonio de Boston
- 2004: Una habitación luminosa llamada día
- 2005: La retirada de Moscú
- 2007: Humo
- 2007: A la luz de Góngora
- 2009: Tres
- 2010: Ocasiones especiales
- 2012: Esta noche no estoy para nadie
- 2014: Las heridas del viento
- 2015: Iba en serio
- 2017: Sensible
- 2017: Las heridas del viento
- 2018: Juntos

## Premios y nominaciones
Premios Goya
| Año  | Categoría                                  | Película          | Resultado |
| ---- | ------------------------------------------ | ----------------- | --------- |
| 1992 | Mejor interpretación femenina de reparto   | Todo por la pasta | Ganadora  |
| 2021 | Mejor interpretación femenina protagonista | El inconveniente  | Nominada  |

Medallas del Círculo de Escritores Cinematográficos
| Año  | Categoría               | Película         | Resultado |
| ---- | ----------------------- | ---------------- | --------- |
| 2007 | Mejor actriz secundaria | Luz de domingo   | Nominada  |
| 2009 | Mejor actriz secundaria | Pagafantas       | Ganadora  |
| 2020 | Mejor actriz            | El inconveniente | Nominada  |

Otros
- Premio de Honor en la XVIII edición del Festival de Cine de Alicante.[15]
- 2011 Premio Mejor Actriz, otorgado por el XIV Certamen Nacional de Teatro Garnacha La Rioja (Haro) por Ocasiones especiales de Bernard Slade
- 2011 Premio Puente de Toledo y Madrina de la XXXIª Semana de Cine Español de Carabanchel, Madrid
- 2009 Premio Día de Andalucía, otorgado por la Delegación de Gobierno de la Junta de Andalucía
- 2008 Premio Ciudad de Antequera, otorgado por el Ayuntamiento de Antequera
- 2007 Medalla de oro de la provincia de Málaga, otorgado por la Diputación Provincial de Málaga
- 2001 Medalla Ateneo de Málaga, concedido por el Ateneo de Málaga por su trayectoria profesional
- 2001 Homenaje de la Asociación de Escritores y Críticos de Andalucía, otorgado por su trayectoria profesional
- 2001 Premio Efebo de Antequera a la trayectoria, concedido por el Ayuntamiento de Antequera
- 2002 Premio Camaleón de Honor, otorgado por el Festival Internacional de Cine Inédito de Islantilla, Huelva
- En 2023 recibió la Espiga de Honor por toda su trayectoria de la 68 Semana Internacional de Cine de Valladolid (Seminci).[16]